# Архаичен период на Египет
Архаичният период, или Ранно царство, е първият династически период в историята на Древен Египет. Обхваща периода на управление на Първа и Втора династия на фараоните. Продължава от около 3100 до 2686 пр.н.е. (или 2926 – 2575 пр.н.е.) или до началото на Старото царство.
Нарича се още тинитски, от град Тинис, близо до Абидос, откъдето произлизат корените на фараонските семейства от тези династии.
- Първа династия (от около 3000 до 2800 пр.н.е.)
- Втора династия (от около 2800 до 2675 пр.н.е.)

Първият фараон от този период е цар Менес (или Нармер), който обединява двете царства (южно и северно). По времето на Втората династия се наблюдава засилване на влиянието на религията.
Краят на този период се бележи с първата постройка от камък – стъпаловидната пирамида на Джосер (или Зосер) – първи или втори цар от Третата династия, построена от неговия архитект Имхотеп (Имхотеп се смята за божество в Периода на упадък).